# Marta Łukaszewicz-Zając
Marta Łukaszewicz-Zając (ur. 1982) – polska naukowczyni, diagnostka laboratoryjna, doktor habilitowana nauk medycznych.

## Życiorys
W 2006 ukończyła studia na kierunku analityka medyczna na Akademii Medycznej w Białymstoku, po czym na tej samej uczelni rozpoczęła studia doktoranckie oraz wolontariat w Samodzielnym Publicznym Szpitalu Klinicznym w Białymstoku. Od 2009 zatrudniona na stanowisku asystentki w Zakładzie Diagnostyki Biochemicznej UMB. W 2010 pod kierunkiem Barbary Mroczko obroniła pracę doktorską pt. „Hematopoetyczne czynniki wzrostu (HGFs) jako markery nowotworowe raka trzustki” uzyskując stopień naukowy doktora nauk medycznych. W 2016 na podstawie osiągnięć naukowych i złożonej rozprawy „Mediatory reakcji zapalnej jako markery nowotworowe przełyku” uzyskała stopień naukowy doktora habilitowanego nauk medycznych. Posiada specjalizację z laboratoryjnej diagnostyki medycznej. W 2024 otrzymała tytuł profesora nauk medycznych i nauk o zdrowiu.
Od 2013 jest zatrudniona na stanowisku adiunktki w Zakładzie Diagnostyki Biochemicznej UMB.